# Nyckelharpa
La Nyckelharpa (del sueco "clave-instrumento de cuerda") es un instrumento tradicional de origen sueco que en español suele denominarse viola de teclas. Es un instrumento de cuerda frotada. También recibe los nombres de Nyckelgiga, Nyckelspel y Nyckel-lira.
Es similar a la zanfona y a la vihuela de arco. El sonido característico de la Nyckelharpa surge de las cuerdas simpáticas que están debajo de las que se tocan. Se coloca más o menos como una guitarra y el arco vertical enfrentado al abdomen del intérprete.
La Nyckelharpa es uno de los instrumentos típicos en la música tradicional sueca. Se utiliza ampliamente en la región de Upsala y en el norte de la región de Uppland, pero desde finales de la segunda mitad del siglo XX se extendió a toda Suecia.
El registro más antiguo que se tienen de este instrumento es un relieve en la Iglesia de Källunge en Gotland, datado en torno a 1350. En él se muestra a dos hombres tocando Nyckelharpas. Al principio del siglo XX muy poca gente lo tocaba, pero en los años 60 y 70 se revitalizó su uso.
Existen diferentes versiones de este instrumento, y al menos cuatro se siguen tocando. La Nyckelharpa moderna y adaptada a la escala cromática (una de estas variedades) cuenta con 16 cuerdas y unas 37 teclas.

## Historia
Existen imágenes de una Nyckelharpa en dos diccionarios alemanes de 1529 y 1620 respectivamente. También se encuentran otras representaciones más antiguas en arte en iglesias danesas y suecas de entre 1460-1525 y 1565. Pero la primera noticia que se tiene de este instrumento es un relieve en la Iglesia de Källunge en Gotland, datado en torno a 1350. En él se muestra a dos hombres tocando Nyckelharpas, aunque aún no se han identificado con total seguridad. Ninguna representación posterior muestra la Nyckelharpa tradicional, la primera imagen de ella como tal es de finales del siglo XVIII. 

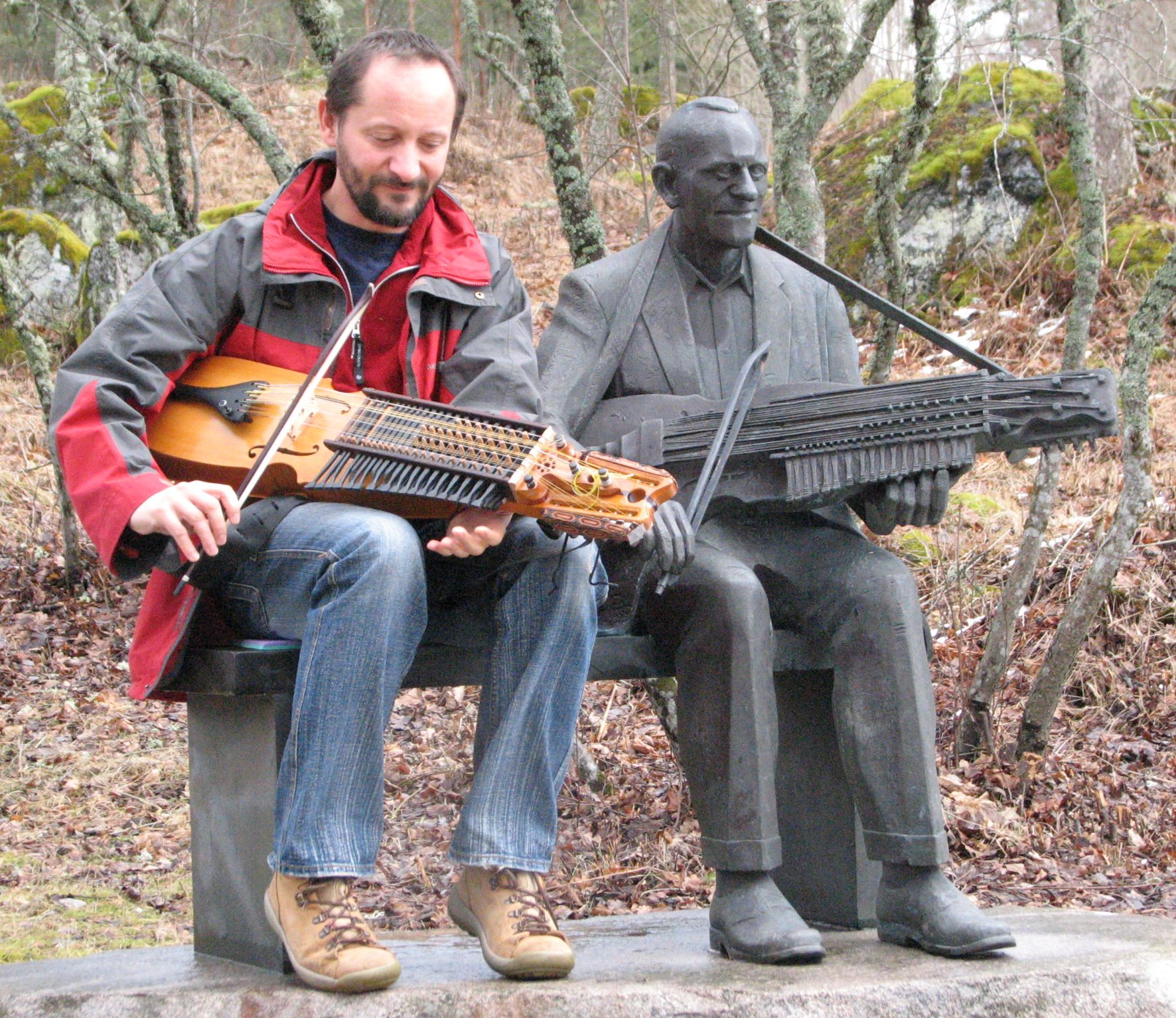
Marco Ambrosini en el monumento a Eric Sahlström.

Antes se suponía que los valones (de la región francoparlante de Bélgica) fueron quienes introdujeron la Nyckelharpa en Suecia, pero allí no llegó antes del siglo XVII y tampoco tienen ninguna Nyckelharpa en su país.
En 1929/1930 August Bohlin (1877-1949) convirtió la Nyckelharpa a través de unos cambios en un instrumento cromático con un arco recto, haciéndolo más parecido al violín y no tanto a un instrumento de bordón. Más tarde, a mediados de siglo, el compositor, intérprete y constructor de Nyckelharpas Eric Sahlström (1912-1986) refinó el instrumento, lo que ayudó a popularizarlo en los años 60 y 70. Notables artistas como Marco Ambrosini, Sture Sahlström, Hasse Gille y Nils Nordström incluyeron la Nyckelharpa en su oferta musical. 
En los años 90, la Nyckelharpa se reconoció como uno de los instrumentos disponibles para el estudio de música folk en la Escuela Real de Música en Estocolmo (Kungliga Musikhögskolan). También ha sido una importante parte de varios grupos revival como Väsen, Hedningarna, Hyperborea (Finlandia) y Dråm y Nordman.

## Técnica
Tradicionalmente y en la actualidad, la Nyckelharpa se toca con una correa alrededor del cuello, puesta por el brazo derecho. Didier François, un violinista y Nyckelharpista de Bélgica, es famoso por usar una postura inusual, sujetando la Nyckelharpa verticalmente frente al pecho. Esto permite un rango de movimiento más amplio con los dos brazos. Esto también afecta al sonido del instrumento. Usar un soporte de violín para mantener la Nyckelharpa separada del cuerpo de tal manera que pueda balancearse produce un sonido más "abierto".

## Variantes
Hay cuatro variantes de la Nyckelharpa que aún se tocan a día de hoy. Se diferencian en el número y disposición de las teclas, cuerdas y forma de cuerpo. El tipo predominante es la apodada "Nyckelharpa cromática" con las cuerdas afinadas en La1, Do1, Sol, un Do pedal que se toca ocasionalmente y 12 cuerdas de resonancia. Las cuerdas de resonancia no se tocan directamente sino que son resonadas con las otras cuerdas.
Las variantes tradiciones de la Nyckelharpa solían tener una o más cuerdas pedal. Esto aún es así para Nyckelharpa cromáticas modernas con tres filas de teclas para tres cuerdas de melodía. Pero ahora hay también algunas con cuatro o incluso cinco filas de teclas.

## Acontecimientos
Todos los años durante el fin de semana previo al Midsommar (solsticio de verano) tiene lugar una reunión en Österbybruk. Hay incluso competiciones de música folklórica.
El Instituto de Eric Sahlström en Tobo lleva a cabo un curso de formación de un año de música folk con Nyckelharpa.
Después de un largo tiempo ha estado en marcha un debate sobre la aprobación de la Nyckelharpa como instrumento oficial nacional sueco. La oposición cree que la idea conlleva el riesgo de que la multiculturalidad de Suecia se haga añicos, mientras que los que la apoyan opinan que la Nyckelharpa refleja "el espíritu del pueblo sueco".

## Galería

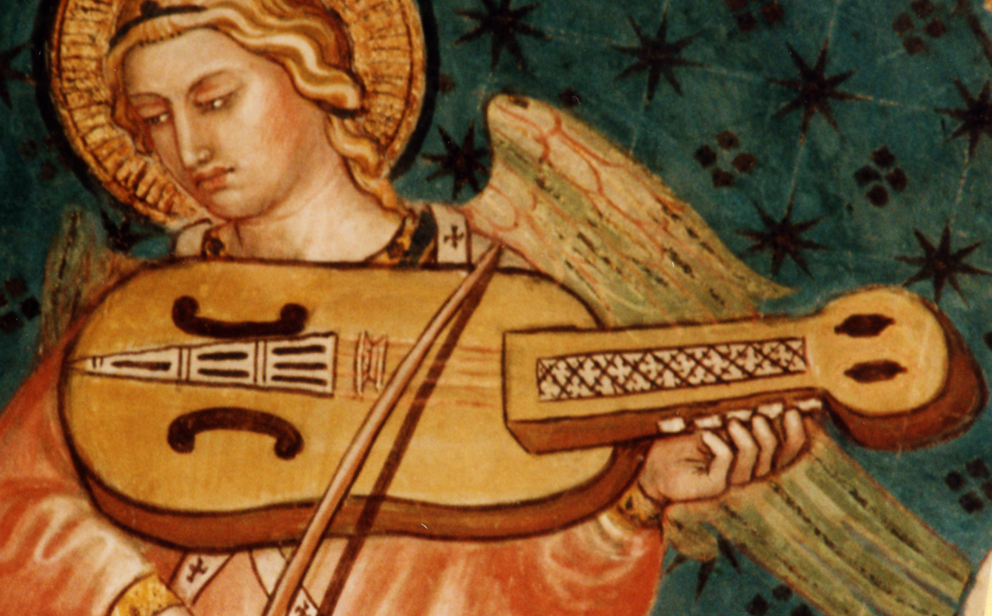
Ángel con una viola a chiavi, Cappellina di Palazzo Pubblico, Siena, Italia. Fresco de Taddeo di Bartolo, 1408.
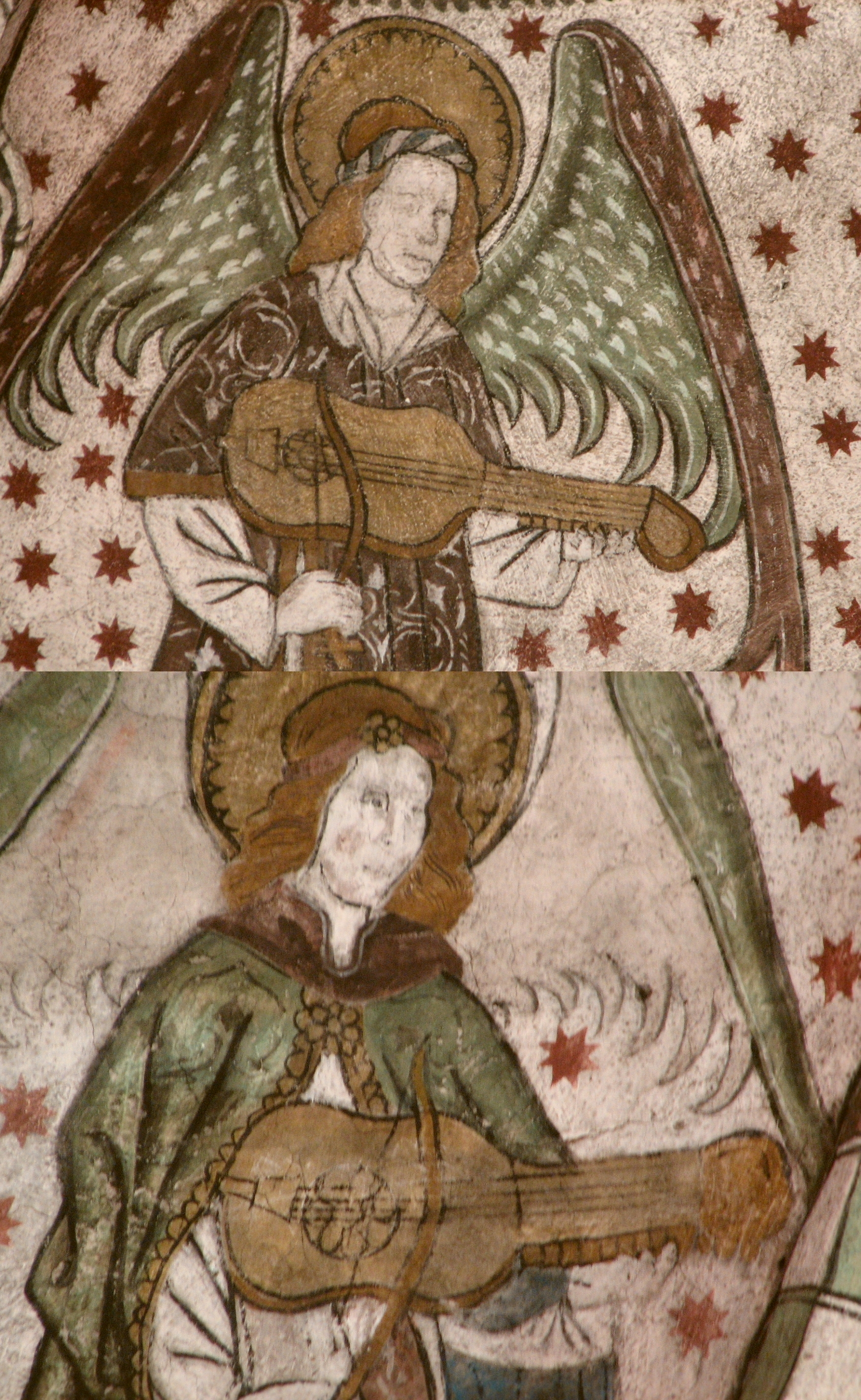
Dos angeles con nyckelharpa, fresco en la iglesia de Tolfa, Municipalidad de Tierp, Uppland, Suecia. Autor desconocido, 1503.
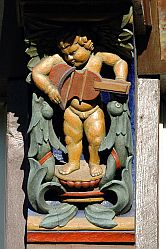
Schlüsselfidel en el "Knochenhaueramtshaus", Hildesheim, Alemania, 1529.
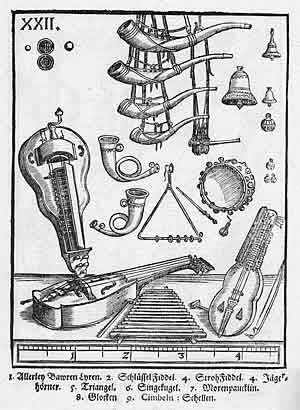
Schlüsselfidel (derecha abajo) mostrado en Syntagma Musicum, obra de Michael Praetorius, 1619.
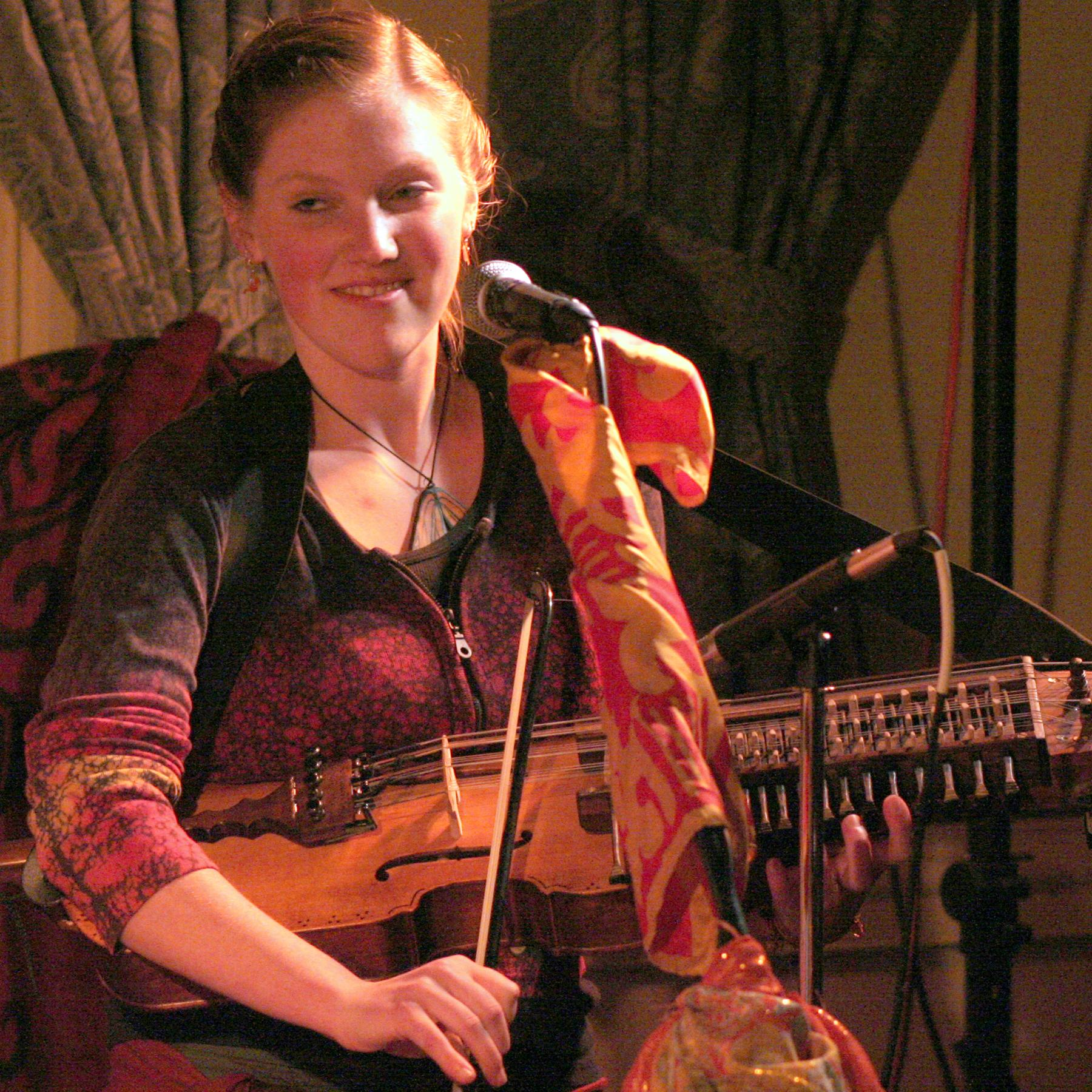
Bronwyn Bird, miembro de Blue Moose, toca el nyckelharpa en un concierto en 2007. Foto por georgie grd.
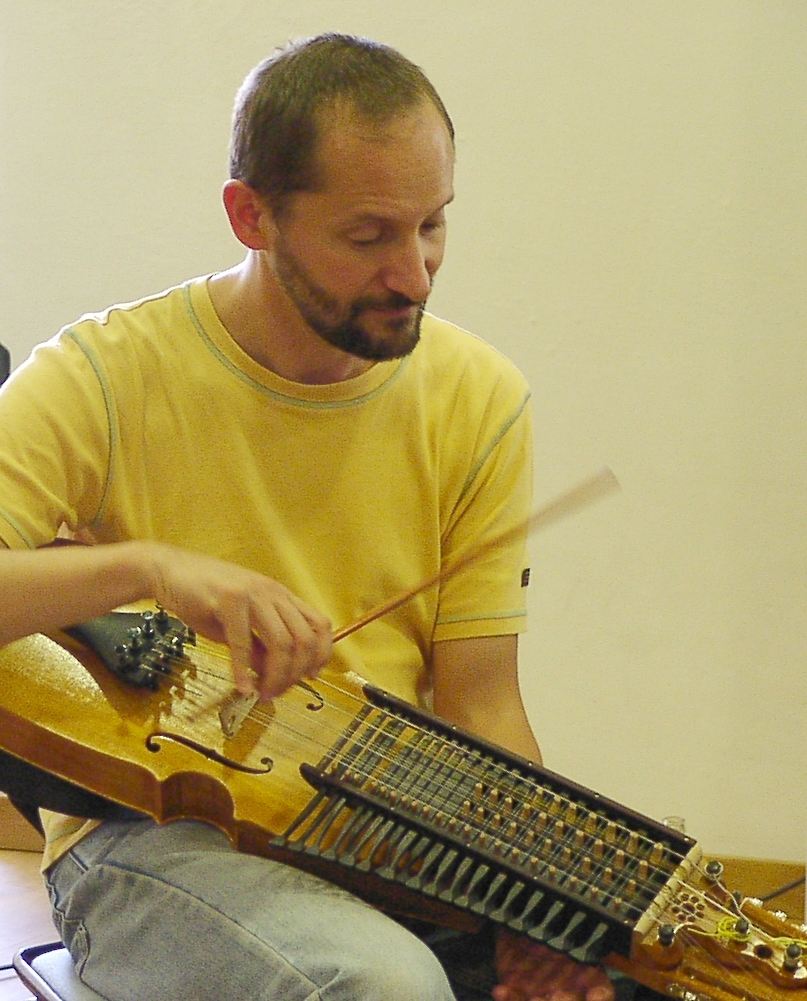
Marco Ambrosini en Burg Fürsteneck, Alemania, tocando un nyckelharpa construido por Annette Osann.
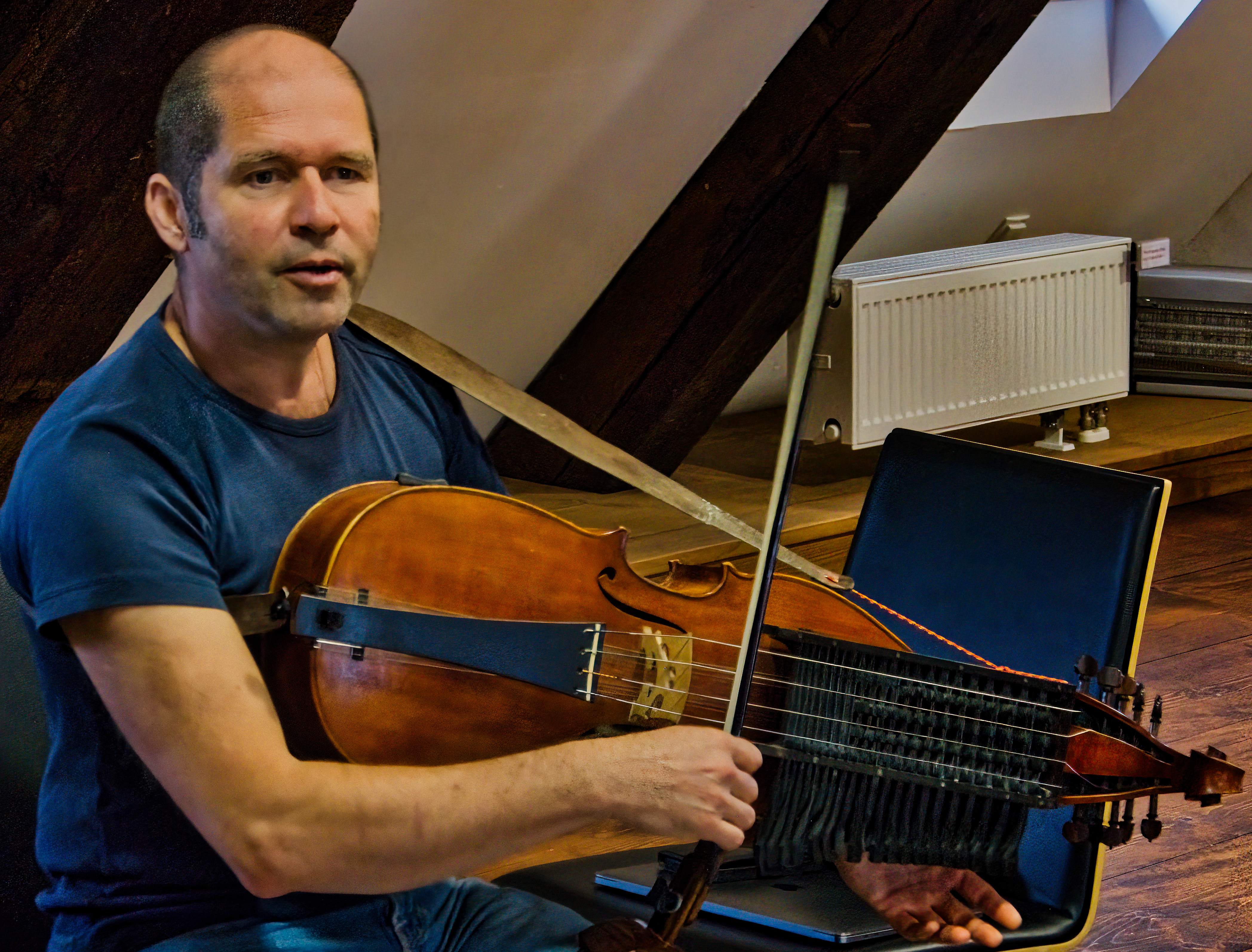
Didier François enseñando su técnica especial en el International Days of the Nyckelharpa en Burg Fürsteneck, 2023.